# حداکثر سرعت در خط‌های عبور
حداکثر سرعت در خط‌های عبور جزء نشان‌های بازدارنده یا انتظامی راهنمایی و رانندگی است. این تابلو حداکثر سرعت در خط‌های عبور را نشان می‌دهد. این نشان در ایران نیز رایج می‌باشد.